# Glabušovce
Glabušovce é um município da Eslováquia, situado no distrito de Veľký Krtíš, na região de Banská Bystrica. Tem 4,51 km² de área e sua população em 2018 foi estimada em 121 habitantes.

## Demografia
| Ano:        | 1994 | 2004   | 2014   | 2024  |
| ----------- | ---- | ------ | ------ | ----- |
| Broj ljudi: | 126  | 115    | 125    | 121   |
| Razlika:    |      | -8,73% | +8,69% | -3,2% |

| Ano:               | 2023 | 2024   |
| ------------------ | ---- | ------ |
| Número de pessoas: | 117  | 121    |
| Diferença:         |      | +3,41% |